# Erich Jacob (Fußballspieler)
Erich Jacob war ein deutscher Fußballspieler.

## Karriere

### Vereine
Jacob gehörte als Stürmer der SpVgg 1899 Leipzig-Lindenau an, für die er in den vom Verband Mitteldeutscher Ballspiel-Vereine ausgetragenen Meisterschaften im Kreis bzw. – ab der Saison 1923/24 – im Gau Nordwestsachsen von 1920 bis 1931 Punktspiele bestritt.
Während seiner Vereinszugehörigkeit gewann er mit seiner Mannschaft dreimal die Meisterschaft im Kreis und – durch Umbenennung – im Gau Nordwestsachsen und daraus resultierend – Teilnahme bedingt – zweimal die Mitteldeutsche Meisterschaft. Er nahm mit seiner Mannschaft zweimal an der Endrunde um die Deutsche Meisterschaft teil und debütierte am 11. Mai 1924 im Wackerstadion Debrahof, Spielstätte des FC Wacker 1895 Leipzig, beim 6:1-Sieg über den VfB Königsberg im Viertelfinale, in dem er mit dem Treffer zum 2:0 in der 25. Minute sein einziges Tor erzielte. Das Ausscheiden aus dem Wettbewerb erlebte er am 25. Mai 1924 im Hamburger Stadion Hoheluft bei der 0:1-Niederlage gegen den Hamburger SV im Halbfinale. Am Ende seiner letzten Saison gewann er ferner den Mitteldeutschen Pokal; daher bestritt er sein letztes Endrundenspiel am 10. Mai 1931 im Probstheidaer Stadion in Leipzig bei der 0:3-Niederlage gegen die SpVgg Fürth im Achtelfinale. 

### Auswahlmannschaft
Als Auswahlspieler des Verbandes Mitteldeutscher Ballspiel-Vereine kam er im Wettbewerb um den Bundespokal zum Einsatz und bestritt das am 20. März 1921 angesetzte Finale im Sportpark Connewitz, der Spielstätte des FC Sportfreunde Leipzig. Die Begegnung mit der Auswahlmannschaft des Westdeutschen Spiel-Verbandes wurde vor 15.000 Zuschauern mit 4:0 gewonnen.

## Erfolge
- Mitteldeutscher Meister 1922, 1924
- Meister Kreis Nordwestsachsen 1921, 1922, Gau Nordwestsachsen 1924
- Mitteldeutscher Pokal-Sieger 1931
- Bundespokal-Sieger 1921